# Patillas
La municipalité de Patillas, sur l'île de Porto Rico (Code International : PR.PT) couvre une superficie de 123 km² et regroupe 15 985 habitants en 2020.